# Holden Coupé 60
Das Holden Coupé 60 ist ein Konzeptfahrzeug in Form eines Hardtop-Sportcoupés, das Holden in Australien entwickelt hat. Es soll die Möglichkeiten der aktuellen Holden-Zeta-Plattform mit Hinterradantrieb ausloten, indem es ein von der V8 Supercar-Serie inspiriertes Styling mit innovativer Technologie kombiniert und daraus einen straßentauglichen Sportwagen macht. Das Coupé 60 basiert auf dem Fahrgestell des VE Commodore mit verkürztem Radstand.
Das Konzeptfahrzeug wurde erstmals auf der Melbourne International Motor Show 2008 zusammen mit dem HSV W427 vorgestellt. Der Name des Wagens erinnert an den 60. Geburtstag der Aufnahme der PKW-Produktion mit dem Modell 48-215 im Jahre 1948 und zeigt die künftige Richtung von Styling, Design und Motorentechnologie bei Holden.

## Mögliche Serienproduktion
Als das Coupé 60 vorgestellt wurde, nährte es Hoffnungen auf eine weitere Reinkarnation des berühmten Holden Monaro.
Seine Konstrukteure wiesen darauf hin, dass der Wagen produktionsreif sei, einschließlich des Hardtop-Designs ohne B-Säulen. Eine Serienproduktion wird nicht ausgeschlossen.

## Auslegung
Das Coupé 60 ist ein Luxus-Sportwagen, dessen Radstand 57 mm kürzer ist als der der Limousine. Front- und Heckspoiler aus kohlenstofffaserverstärktem Kunststoff stammen aus dem Rennsport. Der Wagen hat speziell entworfene 21″-Aluminiumräder mit Zentralverschluss mit Hochleistungs-Halbslick-Reifen von Kumho.
Der Wagen wird von einem 6-l-V8-Motor der LS2-Serie mit Zylinderabschaltung angetrieben, der auch für Ethanol (E85) geeignet ist. Er ist mit dem manuell zu schaltendem Sechsganggetriebe des Commodore SS ausgestattet und liefert 374 bhp (279 kW) Leistung bei 5700 min−1 und ein Drehmoment von 540 Nm bei 4400 min−1.